# Желиховская, Вера Петровна
Ве́ра Петро́вна Желихо́вская (17 [29] апреля 1835, Одесса — 5 [17] мая 1896, Санкт-Петербург) — русская писательница (пользовалась псевдонимами г-жа Игрек, Лиховский Н.); пропагандистка теософии.
Дочь Петра Алексеевича Гана (1798—1873) и его супруги, писательницы, Е. А. Ган, сестра Елены Блаватской, двоюродная сестра С. Ю. Витте.

## Биография
Вера Петровна Ган получила домашнее образование. Детство провела в Одессе. После ранней смерти матери осиротевших детей взяли родственники: сначала они жили в Саратове у деда-губернатора А. М. Фадеева и бабушки, княгини Елены Долгорукой, в затем в Тифлисе, куда деда перевели в мае 1847 года. В 1848 году в Тифлис приехал Юлий Федорович Витте с семьей, и его супруга, Екатерина Андреевна, взяла на себя заботу о детях умершей сестры. 
Петр Алексеевич Ган не виделся с дочерьми 9 лет. В феврале 1845 года он вышел «в отставку полковником с мундиром и полным пенсионом», а после смерти его второй жены шестнадцатилетняя Вера приехала к отцу в Гродно, где тот служил губернским почтмейстером, и взяла на себя заботы о сводной сестре Элизабет (Елизавета Петровна Ган; 1849–1913). Последние годы жизни П.А.Ган провел в Ставрополе, в семье сына — Леонида Петровича. 
В 1855 году Вера Петровна вышла замуж за Николая Николаевича Яхонтова (1827—1858), псковского помещика, брата поэта А.Н.Яхонтова. После скоропостижной смерти мужа вернулась с двумя сыновьями — Федором и Ростиславом — в Тифлис, где продолжали жить её дед и дядя.
Вторым браком в Тифлисе вышла замуж (в 1862 году) за директора гимназии В. И. Желиховского — двоюродного брата с отцовской стороны. В 1868 году В.Желиховского назначили директором классической гимназии и училищ Тифлиса. В 1875–1877 годах он служил инспектором Кавказского учебного округа, а в последние годы жизни — при Главном управлении Кавказского наместника. Вера Петровна была его активной помощницей. 
Литературным творчеством Вера Петровна увлекалась после рождения младших детей — Веры, Надежды, Валериана и Елены, сочиняя для них сказки: «Наследовав талант своей матери, она начала пробовать свои литературные силы на небольших детских рассказах, которых нигде не помещала, а писала исключительно для своих детей, но впоследствии продолжительная и тяжелая болезнь её мужа, а затем его смерть принудили Веру Петровну искать в написанном ею ради забавы своих детей средств к их содержанию и воспитанию».
С 1878 года ее сказки стали печататься в столичном журнале «Семья и школа», а одну из них («За приключениями») в том же году издали в Тифлисе.
После смерти второго мужа (1880) В.Желиховская переехала сначала в Одессу, где жили ее незамужняя тетя Надежда Андреевна и дядя — генерал, военный историк, Ростислав Андреевич Фадеевы. 

Профессиональный литературный труд стал для Желиховской жизненно необходимым как способ заработка, и в 1885 году, чтобы быть рядом с основными редакциями и издательствами, семья переехала в Санкт-Петербург. 
«Вера Петровна писала по целым дням, буквально не разгибая спины. Ей приходилось по необходимости работать по заказу, не разбирая материала и разбрасывая свои сочинения по разным газетам и журналам. Писала она на скорую руку и романы, и повести, и рассказы для детей, и фельетоны, и корреспонденции, отлично сознавая, что она таким образом истощает и раздробляет свое большое дарование, мучась своею чуткою душой художницы этим сознанием, но вместе с тем поневоле покоряясь настоятельным требованиям жестокой житейской необходимости».
Живя в Петербурге, она посещала Литературно-артистический кружок П.П.Гнедича, была в дружеских отношениях с Вас.И.Немировичем-Данченко, П.Д.Боборыкиным, О.Н.Чюминой. 
Умерла в Петербурге, по ее завещанию похоронена в Одессе (на Первом христианском кладбище).

## Литературная деятельность

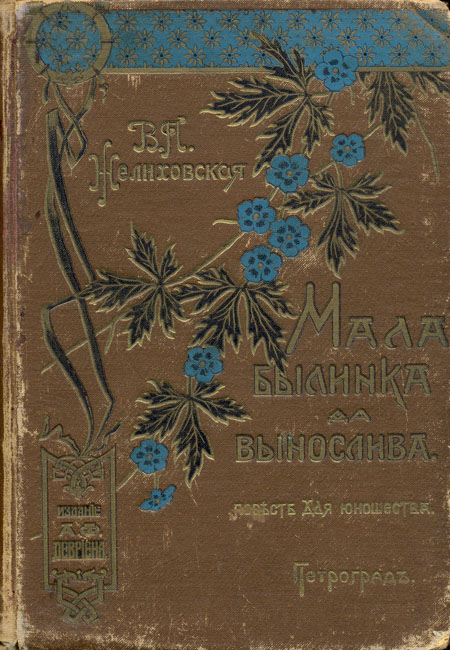
В. П. Желиховская
«Мала былинка да вынослива»

Дебютировала в печати очерком по поводу посещения гимназии в Тифлисе писателем Владимиром Соллогубом «Алаверды и Яхшиел» (Тифлис, 1872).  С 1878 года Желиховская много писала для юношества, печаталась в журналах и газетах произведения различных жанров — повести, рассказы, драмы. С 1880 года рассказы и повести из кавказской жизни публиковала в журнале «Русский вестник». Сотрудничала почти со всеми детскими журналами и журналами для семейного чтения («Игрушечка», «Родник», «Детское слово», «Задушевное чтение», «Нива», «Всемирная иллюстрация», «Живописное обозрение»,  «Природа и люди»), публиковалась в журналах «Русское обозрение»,  «Гражданин»,  «Север», в газетах «Московские ведомости», «Санкт-Петербургские ведомости», «Новое время», «Новости» и др.
Неоднократно переиздавались ее автобиографические повести «Как я была маленькой» и «Моё отрочество», переведённые на несколько языков.
В 1893 году Вера Петровна побывала в Южной Финляндии и опубликовала в «Московских ведомостях» серию из семи очерков о Финляндии XIX века.
Фантастические произведения — повесть «Майя» (1893), сборник «Фантастические рассказы» (1896) — выдержаны в романтической традиции; их герои — Корнелий Агриппа, северные шаманы и восточные маги, обладающие тайным знанием, недоступным простым смертным. При этом и в повести, и в сборнике рассказов наряду со стилизованными легендами разных народов прослеживается традиция святочных рассказов.
Произведения Желиховской были настолько популярны, что даже после 1917 года «Издательство А.Ф.Девриена» в Берлине продолжало выпускать ее книги для детей-эмигрантов.

## Теософия и оккультизм
Наряду со стилизованными легендами, Желиховской принадлежат рассказы о загадочных явлениях человеческой психики. Интерес к парапсихологии также отразился в книге «Необъяснимое или необъяснённое» (1885), которая содержит большое количество хронологического материала: «Она — о чудесах, о том необычном, что происходило в семье Фадеевых и особенно во время приезда Елены Петровны Блаватской зимой 1858/59 годов в Россию. Но самое интересное — это рассказ Веры о себе, о своём сверхчувственном восприятии, о причинах, вызвавших его, — о том, что тогда называли медиумизмом».
Увлечение Желиховской «сверхъестественным», непознанным происходило под влиянием старшей сестры. Еще живя в Гродно, Желиховская увлеклась спиритическими опытами, и вскоре в своем кругу прославилась как «сильный медиум». Возможно, дело было в том, что в военные годы многие обращались к мистике, надеясь узнать о судьбах своих родных. Но отношение близких Веры Петровны — отца, мачехи, двоюродного брата и других родственников к спиритизму было неоднозначным.
Поскольку русское общество в конце XIX века активно интересовалось спиритизмом и другими подобными явлениями, Желиховская как популярная писательница, была готова отвечать запросам публики. Так, весной 1884 года она пишет редактору газеты «Одесский вестник» П.А. Зеленому следующее письмо «Милостивый государь Павел Александрович. Не угодно ли Вам будет, чтобы я доставила в редакцию Од[есского] Вестника два-три письма из Парижа и Лондона, куда я еду через три дня, о тех явлениях спиритизма, гипнотизма и т. под., которые мне придется видеть. Думаю, что рассказ очевидца не был бы и здесь не безынтересен, — а интересного по этому предмету, вероятно, прийдется мне видеть не мало, так как я еду гостить к сестре своей Е.П. Блаватской, а она, как Вам известно, именно вращается в этом кругу. Условия мои обременительны не будут, — те же 3 к[оп]. со строчки, которые Вы и прежде мне давали. Новорос[сийской] Телегр[аф], где я теперь работаю, такими фактами не интересуется, тогда как у Вас они в ходу. Прошу известить в случае согласия. В.Желиховская».  В «Одесском вестнике» в 1884 году были напечатаны два очерка В.П.Желиховской «Е.П.Блаватская и теософисты» (№123) и «В области оккультизма и мистицизма» (№№166, 172, 181, 184).

Желиховская писала о теософии (в связи с защитой памяти Блаватской):
«Что такое теософия? В чем заключается "теософическое движение"? <...> Должна сознаться, что в нашем обществе существуют самые смутные понятия об этих вопросах. Некоторые полагают, что теософическое общество — школа для желающих изучить "тайные науки", искусство индийских факиров, шаманство или рассадник колдовства, попросту, шарлатанство. Другие уверены, что теософы, если не те же спириты, отличающиеся претензией на некоторые отвлеченные и научные знания, то, уж наверное, — буддисты, явившиеся в Европу со злостным намерением совращать христиан. На все эти ложные заключения могли бы ответить "Правила теософического общества", если бы желающие иметь точные сведения обратились к этим печатным источникам. Вот что гласят они, между прочим: "Теософическое общество, не представляя никакой исключительной религии, вполне безразлично ко всем и свободно принимает в свой состав людей всех вероисповеданий. Оно лишь требует от всех членов своих такого же полного уважения к религиозным убеждениям своих собратий, какого они желали бы для их собственных…" И далее: "Общество не вмешивается в частную жизнь людей, в их религиозные или политические убеждения, доколе они не оскорбляют законов и общественного порядка. Оно не терпит в числе своих членов преступников против нравственности или государства…" <...> Возможность провидеть, познать, а тем более подчинить себе внешние законы природы дается нелегко – долгими, тяжкими годами испытаний, работой над собственным самоусовершенствованием в течение многих существований, осознание которых дается лишь смертью телесной… В ней-то и заключается пробуждение духа, дающее возможность отождествления самоличности духовного бытия»
В биографические очерки «Елена Петровна Блаватская» и «Радда-Бай», а также книгу «Е.П.Блаватская и современный жрец истины» включила выдержки из их с сестрой переписки. 
После ее Веры Петровны в статье, посвященной памяти матери, Надежда Желиховская отмечала, что «мнение некоторых людей, будто Вера Петровна разделяла вполне теософические верования и убеждения своей сестры, Елены Петровны Блаватской, положительно ошибочно. Как женщина, склонная по своей натуре ко всему загадочному, чудесному, она чрезвычайно интересовалась всеми необъяснимыми явлениями природы и умственным движением, делами и журналами теософов. Но во многом не сходясь с ними, она официально никогда не принадлежала к Теософическому обществу, всю свою жизнь соблюдала строго обряды и постановления православной церкви, которой она принадлежала всей душой. Близким ее приходилось часто слышать от нее, что теософия в своем чистом, нравственном учении очень близка к христианству, но к несчастью люди всех религий и всех философских учений всегда сумеют затемнить и запачкать основную идею и сущность и святость истины».

## Семья
Дети:
- Федор Николаевич Яхонтов (1855— до 1922), оружейный мастер, владелец оружейной мастерской во Владикавказе.
- Ростислав Николаевич Яхонтов (1858—1924), кавалерийский офицер, генерал-майор (1917), участник Русско-турецкой войны 1877–1878 гг., Русско-японской и Первой мировой войн; в 1917 году исполнял обязанности генерала для поручений при верховном главнокомандующем А.А. Брусилове; с августа 1917 года — в отставке, с 1920 года служил в РККА. Похоронен рядом с А.А. Брусиловым на кладбище Новодевичьего монастыря[16].
- Вера Владимировна Желиховская (1864—1923, США), писательница, педагог. Ее муж — Чарлз Джонстон, писатель, журналист, теософ.  В 1888–1890 гг. жила с мужем в Индии, затем — в Лондоне, с октября 1896 года  — в Нью-Йорке.
- Надежда Владимировна Брусилова-Желиховская (1864—1938), замужем вторым браком за генералом А. А. Брусиловым. Оставила обширную переписку с супругом и мемуары, опубликованные в эмиграции[17].
- Валериан Владимирович Желиховский (1866—1888), учился в институте путей сообщения. Умер от скоротечного туберкулеза.
- Елена Владимировна Желиховская (1874—1949), общественная деятельница. В эмиграции.

## Литературные произведения
- Кавказ и Закавказье: С карт. Кавказа / [Соч.] В. Желиховской. — Санкт-Петербург: на средства Изд. о-ва, при учрежд., по Высочайшему повелению, Министр. Народ. Просв. Постоянной комиссии по устройству нар. чтений, 1885 (Тип. д-ра М. А. Хана). — 114, [2] с. + [1] вкл. л. карт. — (Народные чтения; № 38).
- Забытые герои / [Соч.] В. Желиховской. I—IV. — Санкт-Петербург: ред. журн. «Досуг и дело», 1887—1888. Т. I: Терещенко и Никифоров. —- 1888. — [2], 48 с.
- Забытые герои / [Соч.] В. Желиховской. I—IV. — Санкт-Петербург: ред. журн. «Досуг и дело», 1887—1888. Т. II: Секерин; Братья Рогульские; Карягин; Котляревский. — 1887. —- [2], 45 с.
- Забытые герои / [Соч.] В. Желиховской. I—IV. — Санкт-Петербург: ред. журн. «Досуг и дело», 1887—1888. Т. III: Иван Васильевич Швецов. — 1888. — [2], 19 с.
- Забытые герои / [Соч.] В. Желиховской. I—IV. — Санкт-Петербург: ред. журн. «Досуг и дело», 1887—1888. Т. IV: Подполковник Мищенко; Капитан Овечкин; Прапорщик Щербина. — 1888. — [2], 27 с.
- Сидорыч-безымянный: Из рассказов старого кавказца. — Санкт-Петербург: на средства Изд. о-ва при … Постоянной комис. по устройству нар. чтений, 1887. — 35 с.
- Князь Илико, маленький кавказский пленник: Рассказ для юношества / [Соч.] В. П. Желиховской; С рис. М. Михайлова. — Санкт-Петербург: А. Ф. Девриен, ценз. 1888. — [6], 198 с.
- Ермолов на Кавказе / [Соч.] В. Желиховской. — Санкт-Петербург: ред. журн. «Досуг и дело», 1889. — [4], 167 с.
- Из тьмы к свету: История мальчика молокана: Повесть для юношества В. П. Желиховской / С рис. М. Михайлова. — Санкт-Петербург: А. Ф. Девриен, ценз. 1889. — [2], 112 с.
- Как я была маленькой / В. П. Желиховская; рис. Т. И. Никитиной и др.— Санкт-Петербург: Изд. А. Ф. Девриена, 1894.
- Кавказские рассказы: С 33 ил. по ориг. рис. проф. А. Шарлемана / [Соч.] В. Желиховской. — Санкт-Петербург: А. Ф. Девриен, ценз. 1895. — [4], 368 с.
- Кавказский легион: Повесть / [Соч.] В. Желиховской. — Москва: тип. т-ва И. Д. Сытина, 1897. — 271 с.
- Мала былинка, да вынослива: Повесть для юношества / [Соч.] В. П. Желиховской; С рис. С. Дудина. — Санкт-Петербург: А. Ф. Девриен, ценз. 1897. — [4], 222 с.
- Наши родичи: (Из воспоминаний о славянских землях): Очерки и рассказы / [Соч.] В. П. Желиховской. — Санкт-Петербург: тип. П. П. Сойкина, 1897. — 168 с. — (Полезная библиотека). — Ежемес. прил. к журн. «Природа и люди». Кн. 5, март, 1897.
- За приключениями; Счастливец: Два последовательных рассказа для юношества В. П. Желиховской / С рис. Т. Никитина. — 2-е изд. — Санкт-Петербург: А. Ф. Девриен, ценз. 1898. — [6], 214 с.
- Во имя долга; Кукла; Над пучиной: Три рассказа для юношества В. П. Желиховской / С рис. А. А. Чикина. — Санкт-Петербург: А. Ф. Девриен, 1899. — 361 с.
- Гордей лесовик: [Рассказ] / [Соч.] В. П. Желиховской. — Москва: тип. т-ва И. Д. Сытина, 1899. — 60 с.
- В татарском захолустье: Повесть для юношества В. П. Желиховской / С рис. М. Михайлова. — Санкт-Петербург: Девриен, [1900]. — 196 с.
- Кавказские легенды / [Соч.] В. П. Желиховской; С 22 рис. С. С. Соломко. — Санкт-Петербург: А. Ф. Девриен, 1901. — [6], 175 с.
- Первые донцы на Кавказе / В. Желиховская. — Москва: отд. тип. т-ва И. Д. Сытина, 1901. — 62 с.
- Подруги: Повесть для юношества / [Соч.] В. П. Желиховской; С 6 рис. Е. П. Самокиш-Судковской. — Санкт-Петербург: А. Ф. Девриен, ценз. 1902. — [4], 266, [1] с.
- Моё отрочество: [Из детских воспоминаний]. — Санкт-Петербург: А. Ф. Девриен, ценз. 1903. — [2], 294, [1] с.
- Розанчик: Волшеб. сказка для детей / [Соч.] Веры Желиховской. — 2-е изд.. — Санкт-Петербург: А. Ф. Девриен, ценз. 1903. — [4], 41, [2] с.
- На весенней заре: Повесть для юношества / [Соч.] В. П. Желиховской; С рис. С. Ф. Плюшинского. — Санкт-Петербург: А. Ф. Девриен, ценз. 1904. — [4], 191 с.
- Мозаичная переписка: Роман для юношества в письмах. — Москва: т-во И. Д. Сытина, 1908. — 208 с.
- По берегам Чёрного моря: (Из писем к подруге). — Москва: т-во И. Д. Сытина, 1908. — 99 с.

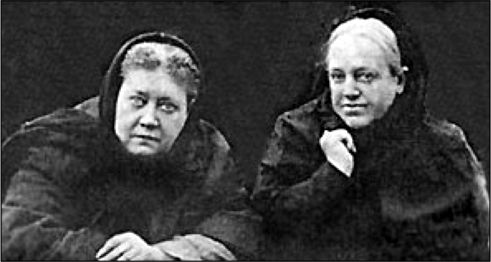
Е. П. Блаватская и В. П. Желиховская.